# Demon (album)
Demon – drugi album zespołu Fatum. Wydany w roku 1993 nakładem wydawnictwa Schubert Music.

## Lista utworów
źródło:.
1. „Demon Cz.1” – 4:22
2. „Moja modlitwa” – 4:47
3. „Mania szybkości ’93” – 3:38
4. „Krew” – 4:01
5. „Zamknięta w moim sercu” – 4:58
6. „Deszczowa piosenka” – 3:35
7. „Krzyczę!” – 3:37
8. „E-77” – 4:20
9. „Wszystkim na złość” – 3:39
10. „Jesień” – 5:00
11. „Siedemnastka” – 4:27
12. „Chodź z nami” – 4:00
13. „Demon Cz.1 i 2” – 9:16

## Muzycy
źródło:.
- Piotr Bajus – gitara
- Krzysztof Ostasiuk – śpiew
- Marek Makowski – instrumenty klawiszowe
- Aleksander Żyłkowski – gitara basowa
- Andrzej Sikora – perkusja, instrumenty perkusyjne

## Wydawnictwa
źródło:.
- 1993 Schubert Music, CD (SM 1002-2)
- 2010 Yesterday, DG CD (FATUM 2)
- 2020 Case Studio PL-G16, DG (DEMON)